# Elaphocera ochsi
Elaphocera ochsi är en skalbaggsart som beskrevs av Baraud 1987. Elaphocera ochsi ingår i släktet Elaphocera och familjen Melolonthidae. Inga underarter finns listade i Catalogue of Life.